# Дени Милошевић
Дени Милошевић (фр. Deni Milosevic; Лијеж, 9. март 1995) је босанскохерцеговачки фудбалер српског порекла. Игра на позицији везног играча. Син је бившег југословенског репрезентативца и легенде тузланске Слободе Цвијана Милошевића.

## Каријера
Почео је да тренира фудбал на Академији Роберт Луј Драјфус, чији је оснивач трофејни Стандард из Лијежа, да би касније био прикључен младом тиму Стандарда. За први тим је дебитовао 12. децембра 2013. против шведског Елфсборга у групној фази Лиги Европе. Своју прву утакмицу у првенству Белгије је одиграо 18. јануара 2014. против Остендеа. 31. августа 2015. је послат на једногодишњу позајмицу у Беверен. После повратка са позајмице, Милошевић 9. јуна 2016. потписује трогодишњи уговор са турским Коњаспором.

## Репрезентација
Прошао је све млађе селекције Белгије, за које је наступао 24 пута и постигао је 5 голова. Такође, има право наступа за Босну и Херцеговину и Србију. На позив ФС Босне и Херцеговине одлучио је да наступа за Босну и Херцеговину. Дебитује 2. септембра 2015. за младу репрезентацију Босне и Херцеговине против Казахстана.